# King Bob-omb
King Bob-omb (ook bekend als Big Bob-omb) is een computerspelpersonage, rond de Mario-reeks.
Hij is de koning van de Bob-ombs en ziet eruit als een grotere versie van de doorsnee Bob-omb, maar dan met een kroon op. Als hij ontploft is de explosie ook veel krachtiger en vernietigt hij meer. Hij heeft een witte snor. Hoewel hij een koning is, is hij nog steeds een van Bowsers onderdanen. Hij maakte zijn debuut in Super Mario 64, waarin hij als eindbaas verscheen. Dit was ook het geval in Super Mario 64 DS, Mario Kart DS en Mario Party 9.

## Zwakke plekken
Ondanks zijn grootte blijft het een bom en kan hij verslagen worden door gewone Bob-ombs op hem te gooien.